# Auto Straßenverkehr
Auto Straßenverkehr (eigene Schreibweise AUTOStraßenverkehr) ist eine Zeitschrift, die über Auto-, Technik- und Verkehrsthemen berichtet. Bis 1990 erschien sie in der DDR unter dem Titel Der deutsche Straßenverkehr.

## Verlag/Redaktion
Auto Straßenverkehr erscheint bei der Motor Presse Stuttgart. Ein Heft kostet in Deutschland 2,90 Euro. Alle 14 Tage erreicht der Titel im Schnitt 367.000 Leser (MA 2017 Presse I), davon etwa 177.000 (ca. 48 Prozent) in den neuen Bundesländern und in Ostberlin. Die verkaufte Auflage liegt bei rund 128.856 Heften (IVW, 4. Quartal 2017).

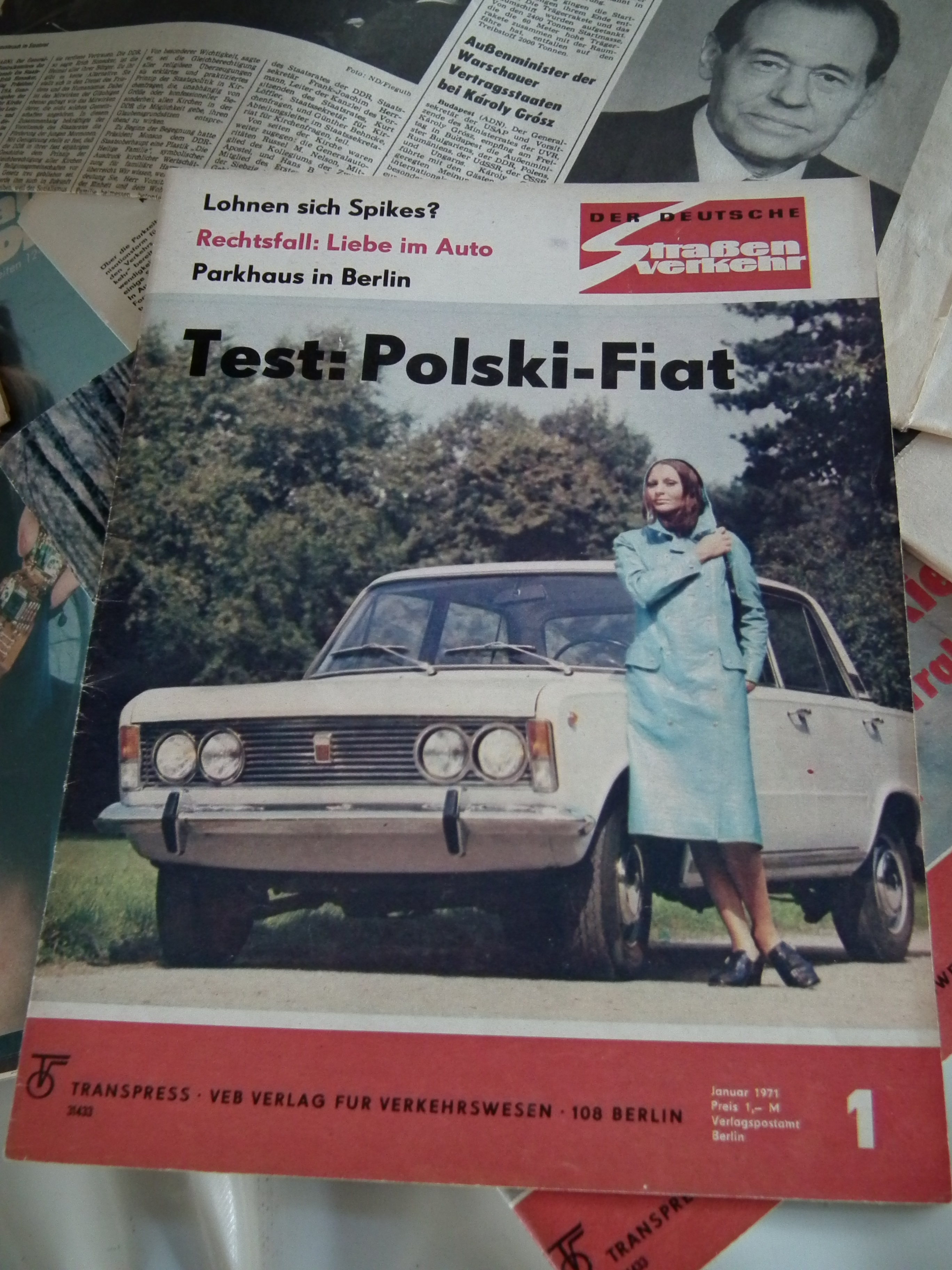
Der deutsche Straßenverkehr (1971) in der Ausstellung Mobile Welt des Ostens in Calau

Der Redaktionssitz war von 1953 bis 2009 in Berlin. Die Zeitschrift wurde einst als Der deutsche Straßenverkehr in Ost-Berlin gegründet. Der Titel erschien monatlich und behandelte die aufstrebende Autoindustrie der DDR sowie den Wunsch nach individueller Mobilität. Neben Fahrberichten über Autos aus der DDR und aus anderen Ländern gab es Reiseempfehlungen, Reparaturanleitungen und Berichte zu Verkehrssicherheit und Verkehrsrecht.
Das Magazin erreichte hohe Auflagen und wurde hauptsächlich über ein Post-Abo vertrieben. Nach der Wende 1990 gab es zwischen dem Transpress-Verlag der DDR und der Motor Presse Stuttgart das erste deutsch-deutsche Zeitschriften-Joint-Venture mit der Gründung des neuen Verlages T&M-Verlag. Aus Der deutsche Straßenverkehr wurde zunächst AUTO/Der deutsche Straßenverkehr. Unter dem neuen Namen übernahm das Heft aus dem Stand die Marktführerschaft unter den Autotestzeitschriften in den neuen Bundesländern. Später wurde der Name zu AUTO/Straßenverkehr verändert, offizielle Schreibweise heute ist AUTOStraßenverkehr.
Oskar Weber übernahm im Juli 1990 die Chefredaktion und stellte AUTO/Straßenverkehr auf 14-tägliche Erscheinungsweise um. Sein Stellvertreter Jörg Reichle übernahm die Chefredaktion 1995 und leitete das Blatt bis 2001, seine Stellvertreter waren Klaus Uckrow und Wolfgang Eschment. 2001 bis 2009 war Roland Korioth Chefredakteur, vertreten wurde er zunächst von Klaus Uckrow, seit 2006 von Frank B. Meyer. 2005 kam mit dem Monatsheft 4Wheel Fun – Das Geländewagenmagazin ein zweiter Titel der Redaktion auf den Markt.
Im Juli 2009 erhielt die gesamte Redaktion AUTOStraßenverkehr (21 Festangestellte und ebenso viele Freie) die Kündigung. Der Redaktionsstandort Berlin wurde aufgelöst. Am Stammsitz der Motor Presse in Stuttgart produziert die dortige Redaktion nun die Titel auto motor und sport, AUTOStraßenverkehr sowie sport auto und Motor Klassik. Neuer Chefredakteur wurde Jens Katemann, der zuvor das Ressort „Magazin & Service“ bei auto motor und sport leitete.
Ab 2011 hatte die Zeitschrift einen neuen Online-Auftritt unter www.unter-autofreunden.de. Die Leser konnten jährlich die „Familienautos des Jahres“ in sieben Preiskategorien wählen und an Events wie der Fahrdynamikmeisterschaft sowie an Leser-Autotests (2012 mit Toyota, 2013 mit Kia) teilnehmen.